# Doxastikon
Un doxastikon (grec ancien : Δοξαστικόν : « Stichère de Gloire, Hymne de Gloire ») est une sorte d'hymne en usage dans les Églises d'Orient — Églises orthodoxes et Églises catholiques de rite byzantin — lors du service des Heures canoniales, dont l'Orthros.
Plus précisément, le doxastikon est un stichère chanté entre :
Δόξα
Δόξα Πατρὶ καὶ Υἱῷ καὶ Ἁγίῳ Πνεύματι.
Gloire au Père et au Fils et au Sant-Esprit.

et :
Καὶ νῦν
καὶ νῦν καὶ ἀεὶ καὶ εἰς τοὺς αἰῶνας τῶν αἰώνων. Ἀμήν.
Et maintenant et toujours et dans les siècles des siècles. Amen.

## Usage dans l'office
Les doxastikons trouvent normalement place après une série de stichères. On chante des doxastikons aux Vêpres (Κύριε, ἐκέκραξα πρὸς σέ : « Seigneur, je crie vers Toi », Psaume 140 et les apostiches), à l'Orthros (kathismas, odes du canon apostiches et Laudes) et lors de la Divine Liturgie (les Béatitudes).

## Sujet
Le sujet des doxastikons est soit la glorification de la Trinité (on parle alors de Triadikon) ou d'honorer le saint du jour. Les fêtes de la Mère de Dieu n'ont généralement pas de doxastikon ; elle est honorée par le Theotokion qui est le stichère suivant "Et maintenant..." Les fêtes mineures n'ont en général pas de doxastikon.